# EARTH (歌手グループ)
EARTH（アース）は、日本の3人組女性ダンス&ボーカルグループ。ライジングプロダクション所属。レーベルはSONIC GROOVE。2005年に解散した。
『九州・沖縄 スターライトオーディション』で選ばれた3人で結成された。

## 略歴
- 1999年3月21日、沖縄で『九州・沖縄合同スターライトオーディション』が開催され奨励賞を受賞した3人でユニットを結成。
- 1999年8月、ニューヨークで一か月間ダンスとボーカルのレッスンを受けた。
- 2000年2月23日、シングル「time after time」を発売。
- 2001年3月28日、アルバム『Bright Tomorrow』を発売。
- 2002年3月13日、DVD『EARTH FIRST CLIPS』を発売。
- 2005年1月、解散。

## メンバー
東郷祐佳（とうごう ゆか）
1986年10月10日（38歳）、宮崎県出身
朝長真弥（ともなが まや）
1986年4月4日（38歳）、長崎県出身
瀬戸山清香（せとやま さやか）
1987年4月3日（37歳）、宮崎県出身

## 作品
順位はオリコン週間ランキング最高位。

### シングル
1. time after time（2000年2月23日、13位）
2. time after time -HIP HOP SOUL Version-（2000年6月7日、27位）
3. Your song（2000年11月8日、24位）
4. Is This Love（2001年2月7日、13位）
5. MAKE UP YOUR MIND（2001年8月8日、38位）
6. Color of Seasons（2001年10月11日、19位）

### アルバム
1. Bright Tomorrow（2001年3月28日、12位）

### 映像作品
1. EARTH FIRST CLIPS（2002年3月13日）

### 参加作品
1. D-LOOP『grace mode』（2004年5月12日）
  - I'm Happy We Met 〜respect & love the earth〜

## タイアップ一覧
| 年   | 曲名                                   | タイアップ                                                              |
| ---- | -------------------------------------- | ----------------------------------------------------------------------- |
| 2000 | time after time                        | 江崎グリコ「ムースポッキー」CMソング                                    |
| 2000 | time after time                        | 日本テレビ系ドラマ『バーチャルガール』挿入歌                            |
| 2000 | Everything                             | 江崎グリコ「ポイカジ」CMソング                                          |
| 2000 | time after time -HIP HOP SOUL Version- | 日本テレビ系音楽番組『M-mania』5月度オープニングテーマ                  |
| 2000 | Your song                              | MBS・TBS系アニメ『ゾイド -ZOIDS-』エンディングテーマ（第56話 - 第67話） |
| 2001 | Is This Love                           | フジテレビ系ドラマ『女子アナ。』オープニングテーマ                      |
| 2001 | MAKE UP YOUR MIND                      | TBS系『ランク王国』2001年8・9月度オープニングテーマ                     |
| 2001 | Color of Seasons                       | ハウス食品「チャットタイム」CMソング                                    |

## 出演

### ライブ・イベント
- avex summer paradise 2000 Channel a SUPER LIVE（2000年8月31日、国立代々木競技場）

### テレビ
- AX MUSIC-FACTORY（2000年11月9日・2001年2月7日、日本テレビ）
- ミュージックステーション（2000年3月3日・11月10日・2001年2月9日、テレビ朝日）
- POP JAM（2000年11月11日・2001年2月17日、NHK総合）
- BEAT EMOTION（2000年11月12日、NHK BS2）
- 速報!歌の大辞テン（2000年11月15日・2001年2月14日、日本テレビ）
- うたばん（2000年11月30日・2001年2月8日、TBSテレビ）
- FNS歌謡祭（2000年12月7日、フジテレビ）
- HEY!HEY!HEY! MUSIC CHAMP（2000年3月27日・12月18日・2001年3月12日、フジテレビ）
- 第33回日本有線大賞（2000年12月15日、TBSテレビ）
- 第42回日本レコード大賞（2000年12月31日、TBSテレビ・TBSラジオ）
- CDTV-Neo（2001年2月9日、TBSテレビ）
- MUSIX!（2001年2月4日・18日、テレビ東京）
- FUN（2000年3月17日・2001年2月23日、日本テレビ）
- Club SUNSET（2001年3月7日、NHK BS2）
- 伝説音舗～うれる堂～（2001年3月25日、日本テレビ）

### ラジオ
- EARTHの明日に向かって撃て!!（2000年4月7日 - 2002年3月29日、ニッポン放送）
- THE おとばん（2001年2月3日、TBSラジオ）
- ALIVE69（2001年2月4日、FM-FUJI）
- Ride on music!（2001年2月6日、TBSラジオ）
- 古本新之輔 ちゃぱらすかWOO!（2001年2月11日、文化放送）
- しんドルパーラー（2001年2月15日、TOKYO FM）
- GROOVE FROM K・WEST（2001年2月21日、bayfm）
- J-HITS POWER STATION（2001年3月1日、FM-FUJI）
- ネプチューンのallnightnippon SUPER!（2001年3月2日、ニッポン放送）
- FRIEND ANNIVERSARY（2001年4月1日、NACK5）

## 受賞
- 第33回日本有線大賞・有線音楽賞[2]
- 第42回日本レコード大賞・新人賞[3]